# Tanis Hunt
Tanis Hunt (25 gennaio 1970) è un'ex sciatrice alpina statunitense.

## Biografia
Specialista delle prove tecniche, la Hunt debuttò in campo internazionale in occasione dei Mondiali juniores di Madonna di Campiglio 1988, dove vinse la medaglia d'argento nello slalom speciale, e in Coppa del Mondo ottenne un solo piazzamento di rilievo, il 13 gennaio 1991 a Kranjska Gora nella medesima specialità (15ª). Non prese parte a rassegne olimpiche né ottenne piazzamenti ai Campionati mondiali.

## Palmarès

### Mondiali juniores
- 1 medaglia:
  - 1 argenti (supergigante a Madonna di Campiglio 1988)

### Coppa del Mondo
- Miglior piazzamento in classifica generale: 83ª nel 1991